# Pachyprosopis flava
Pachyprosopis flava là một loài Hymenoptera trong họ Colletidae. Loài này được Exley mô tả khoa học năm 1976.